# Patrick Pharo
Patrick Pharo (né en 1947) est un sociologue français. Il a été directeur de recherche au Centre national de recherche scientifique (CNRS) et directeur du Centre de recherche Sens Éthique Société (CERSES). Il a enseigné à l'EHESS, l'Université Paris Descartes, Syracuse University (New York) et Louvain-la-Neuve.
Représentant en France de l'ethnométhodologie avec Louis Quéré ou Bernard Conein, il a développé une sociologie de la morale, de la justice et du « lien civil », en se fondant sur l'étude de la rationalité pratique des sujets sociaux. Il s'est intéressé en particulier à l'éthique de la dépendance, à partir de recherches sur le plaisir et l'addiction et sur les politiques publiques de la drogue.

## Parcours de recherche
Les premières recherches de Patrick Pharo ont porté sur le mouvement étudiant de 1968 et sur le civisme ordinaire, au travers notamment de l'étude des savoirs ouvriers et de l'apprentissage du métier d'agriculteur.
Il a ensuite étudié les formes élémentaires du lien civil dans les interactions et conversations courantes en s’intéressant notamment aux actes civils et aux émotions morales. Il a développé à partir de là une épistémologie du sens et des valeurs dans la vie sociale en élaborant un programme de sociologie morale qui s'appuie à la fois sur l'apport de la tradition sociologique et sur les ressources nouvelles offertes par les sciences cognitives et la psychologie évolutionniste. Ses recherches ont ensuite porté sur les dépendances ordinaires, le plaisir et l'addiction, et en particulier sur l'expérience morale de personnes qui cherchent à rompre avec un usage sévère d'héroïne, d'alcool ou de cocaïne. Il a étudié, dans une perspective comparative, les politiques publiques de la drogue en France et aux États-Unis. Il s'est intéressé également à d'autres formes de dépendance, telles que les incapacités pratiques, les dépendances sexuelles ou la dépendance amoureuse. Dans des travaux plus récents, il a élargi sa réflexion à l'éthique de la belle vie, comme alternative à la vie bonne des philosophes, ainsi qu'aux dérives addictives du capitalisme, en s'appuyant sur une analyse de films documentaires et de fiction.

## Publications
- Savoirs paysans et ordre social, Paris, CEREQ, « Collection des études », 1985.
- Le civisme ordinaire, Paris, Librairie des Méridiens - Klincksieck, 1985.
- Les formes de l'action, Raisons pratiques no 1, Paris, Éditions de l'École des hautes études en sciences sociales, (codirection avec Louis Quéré), 1990.
- Politique et savoir-vivre. Enquête sur les fondements du lien civil, Paris, L'Harmattan, 1991.
- Phénoménologie du lien civil. Sens et légitimité, Paris, L'Harmattan, 1992.
- Le sens de l'action et la compréhension d'autrui, Paris, L'Harmattan, 1993.
- La théorie de l'action. Le sujet pratique en débat, Paris, CNRS Éditions, (codirection avec Paul Ladrière et Louis Quéré), 1993.
- L'injustice et le mal, Paris, L'Harmattan, 1996.
- Sociologie de l'esprit, conceptualisation et vie sociale, Paris, PUF, 1997.
- Sociologie et connaissance, nouvelles approches cognitives, Paris, CNRS éditions, (codirection avec Anni Borzeix, Alban Bouvier), 1998.
- Raison pratique et sociologie de l'éthique. Autour des travaux de Paul Ladrière, Paris, CNRS éditions, (codirection avec Simone Bateman-Novaes, Ruwen Ogien), 2000.
- Le sens de la justice, essais de sémantique sociologique, Paris, PUF, 2001.
- La logique du respect, Paris, Éditions du Cerf, 2001.
- Morale et Sociologie, le sens et les valeurs entre nature et culture, Paris, Gallimard, « Folio », 2004.
- L'homme et le vivant. Sciences de l’homme et sciences de la vie, Paris, PUF, (direction), 2004.
- Éthique et Sociologie, perspectives actuelles de la sociologie morale, Année Sociologique, (direction), vol. 54, no 2, 2004.
- Raison et civilisation. Essai sur les chances de rationalisation morale de la société, Paris, Éditions du Cerf, 2006.
- Philosophie pratique de la drogue, Paris, Éditions du Cerf, 2011.
- Plaisirs et dépendances dans les sociétés marchandes, Bruxelles, Éditions de l'Université de Bruxelles, « UBlire », 2012.
- Ethica erotica Mariage et prostitution, Paris, Presses de Sciences Po, 2013.
- La dépendance amoureuse Attachement, passion, addiction, Paris, PUF, 2015.
- La belle vie dorée sur tranche, Paris, Vrin, 2017.
- Le capitalisme addictif, Paris, PUF, 2018.
- Éloge des communs, Paris, PUF, 2020.
- Les data contre la liberté, Paris, PUF, 2022.